# Antrozous
Antrozous is een geslacht van zoogdieren uit de familie van de gladneuzen (Vespertilionidae). De wetenschappelijke naam van het geslacht werd in 1862 gepubliceerd door Harrison Allen.

## Soorten
Er worden 2 soorten in dit geslacht geplaatst:
- Antrozous koopmani Orr & Silva Taboada, 1960
- Antrozous pallidus (Le Conte, 1856)